# Distretto di Miyannasheen
Il distretto di Miyan Nasheen è un distretto dell'Afghanistan appartenente alla provincia di Kandahar. Viene stimata una popolazione di 14.600 abitanti (dato 2012-13).